# Gand-Wevelgem 1982
La Gand-Wevelgem 1982, quarantaquattresima edizione della corsa, si svolse il 7 aprile su un percorso di 255 km, con partenza a Gand e arrivo a Wevelgem. Fu vinta dal belga Frank Hoste della Ti-Raleigh-Campagnolo davanti ai suoi connazionali Eddy Vanhaerens e Fons De Wolf.

## Ordine d'arrivo (Top 10)
| Pos. | Corridore           | Squadra                | Tempo    |
| ---- | ------------------- | ---------------------- | -------- |
| 1    | Frank Hoste         | Ti-Raleigh-Campagnolo  | 6h15'00" |
| 2    | Eddy Vanhaerens     | Safir-Marc             | a 12"    |
| 3    | Fons De Wolf        | Vermeer-Thijs          | s.t.     |
| 4    | Eddy Planckaert     | Splendor-Wickes        | s.t.     |
| 5    | Jan Bogaert         | Europ Decor            | s.t.     |
| 6    | Johan van der Velde | Ti-Raleigh-Campagnolo  | s.t.     |
| 7    | Phil Anderson       | Peugeot-Shell-Michelin | s.t.     |
| 8    | Silvano Contini     | Bianchi-Piaggio        | s.t.     |
| 9    | Henk Lubberding     | Ti-Raleigh-Campagnolo  | s.t.     |
| 10   | Gregor Braun        | Capri Sonne            | s.t.     |